# 白莲社
白莲社，又称莲社，中国古代佛教社团。

## 沿革
东晋时慧远在庐山东林寺，和慧永、慧持、刘遗民、雷次宗等一百二十三人，专修念佛法门，发誓愿意往生西方净土，因为掘开水池种白莲花，于是被称为白莲社。宋朝以后，念佛盛行，各地都有了白莲社组织。中国净土宗于是奉慧远为初祖，宗派称之为白莲宗。民间白莲宗与弥勒信仰、摩尼教结合，形成白莲教，白莲教也称白莲社。

## 延伸阅读
- 《辞海》.上海辞书出版社.1989.p1986